# Eleição para governador do Alabama em 2006
A eleição para governador do estado americano do Alabama em 2006 ocorreram no dia 7 de novembro de 2006, para escolher o governador do estado. O governador republicano Bob Riley foi reeleito.

## Primária Republicana

### Candidatos
- Bob Riley
- Roy Moore

### Pesquisas
| Fonte | Data               | Riley | Moore |
| ----- | ------------------ | ----- | ----- |
| [ 1 ] | 5 de junho de 2006 | 64%   | 33%   |
| [ 2 ] | 25 de maio de 2006 | 64%   | 33%   |
| [ 3 ] | 24 de maio de 2006 | 69%   | 20%   |
| [ 4 ] | 2 de maio de 2006  | 66%   | 30%   |

### Resultados
| Primária Republicana | Primária Republicana | Primária Republicana | Primária Republicana | Primária Republicana | Primária Republicana | Primária Republicana |
| Partido              | Partido              | Candidato            | Votos                | %                    |                      |                      |
| -------------------- | -------------------- | -------------------- | -------------------- | -------------------- | -------------------- | -------------------- |
|                      | Republicano          | Bob Riley            | 306.665              | 66,66%               |                      |                      |
|                      | Republicano          | Roy Moore            | 153.354              | 33,34%               |                      |                      |
|                      |                      | Total                | Total                | 460.019              | 460.019              |                      |

## Primária Democrata

### Candidatos
- Lucy Baxley
- Don Siegelman

### Pesquisas
| Fonte | Data               | Siegelman | Baxley |
| ----- | ------------------ | --------- | ------ |
| [ 6 ] | 5 de junho de 2006 | 41%       | 46%    |
| [ 7 ] | 28 de maio de 2006 | 27%       | 45%    |
| [ 8 ] | 25 de maio de 2006 | 43%       | 43%    |
| [ 9 ] | 2 de maio de 2006  | 47%       | 39%    |

### Resultados
| Primária Democrata | Primária Democrata | Primária Democrata | Primária Democrata | Primária Democrata | Primária Democrata | Primária Democrata |
| Partido            | Partido            | Candidato          | Votos              | %                  |                    |                    |
| ------------------ | ------------------ | ------------------ | ------------------ | ------------------ | ------------------ | ------------------ |
|                    | Democrata          | Lucy Baxley        | 279.165            | 59,84%             |                    |                    |
|                    | Democrata          | Don Siegelman      | 170.016            | 36,44%             |                    |                    |
|                    |                    | Total              | Total              | 466.537            | 466.537            |                    |

## Eleição Geral

### Candidatos
- Bob Riley (Republicano)
- Loretta Nall (Libertario)
- Lucy Baxley (Democrata)
- Michael A. Polemeni (Independente)
- Nathan Mathis (Independente)

### Resultados
| Eleição Geral | Eleição Geral | Eleição Geral | Eleição Geral | Eleição Geral | Eleição Geral | Eleição Geral |
| Partido       | Partido       | Candidato     | Votos         | %             |               |               |
| ------------- | ------------- | ------------- | ------------- | ------------- | ------------- | ------------- |
|               | Republicano   | Bob Riley     | 718.327       | 57,44%        |               |               |
|               | Democrata     | Lucy Baxley   | 519.827       | 41,57%        |               |               |
|               |               | Total         | Total         | 1.250.401     | 1.250.401     |               |